# Arpa eólica
Un arpa eólica, arpa eolia (o arpa de viento) es un instrumento musical que es "tocado" por el viento. Se llama así por Eolo, el dios griego del viento.

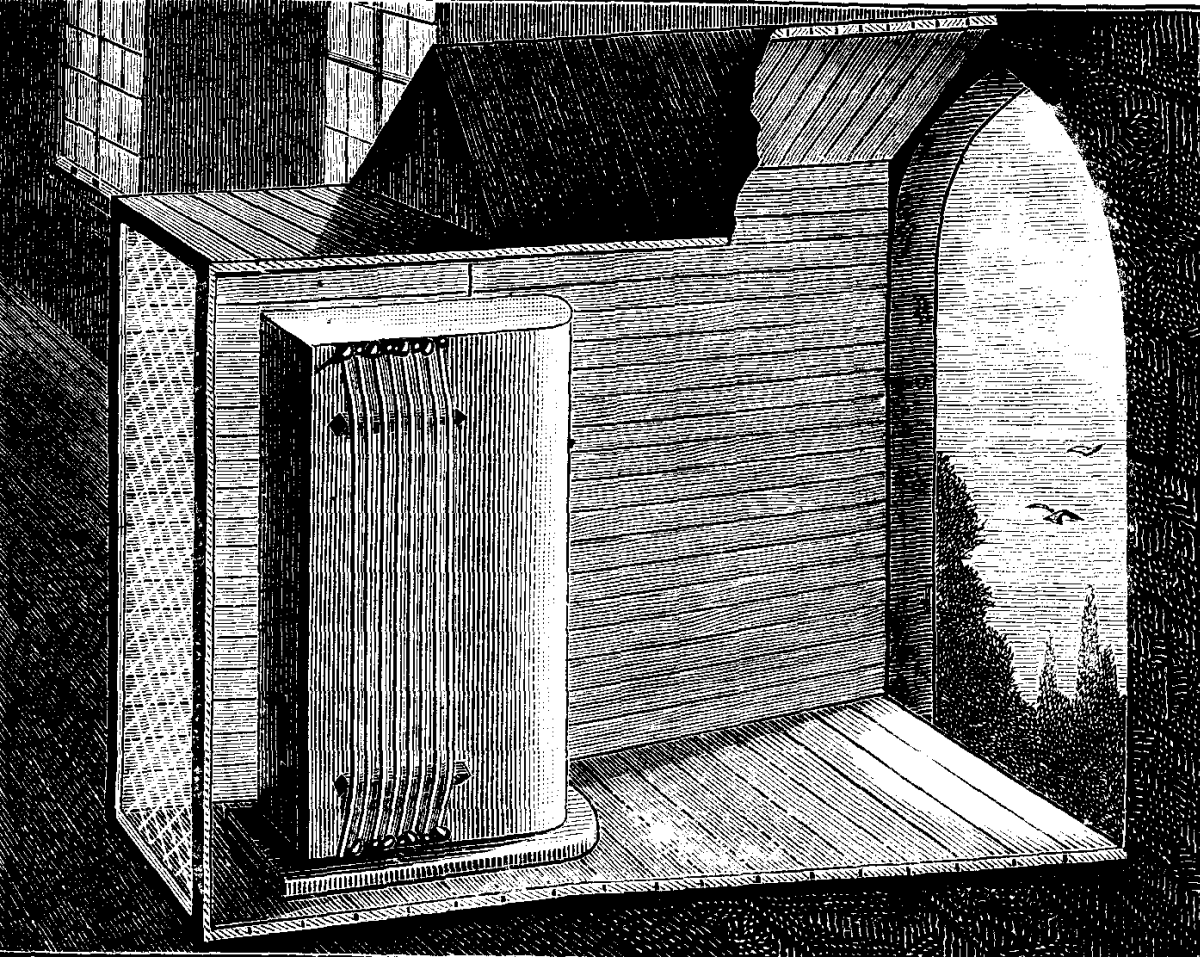
Arpa eólica en el viejo castillo de Baden Baden, de un artículo en el Suplemento de Scientific American, N.º 483, 4 de abril de 1885

Arpa eólica de un castillo antiguo.

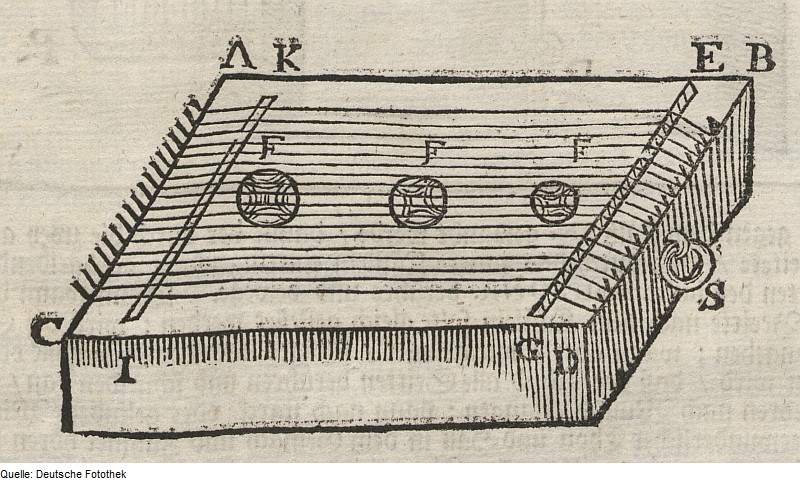
Arpa eólica en una xilografía.

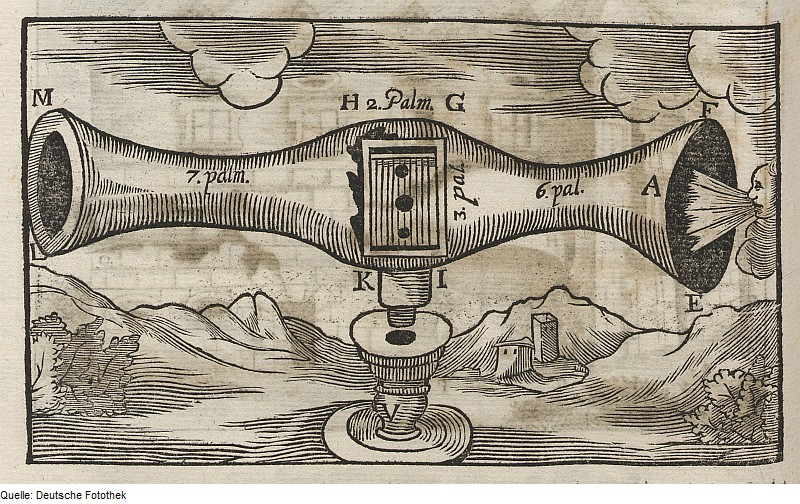
Arpa eólica en una xilografía.

## Historia
El arpa eólica fue creada en el siglo XVII por el científico e inventor jesuita Athanasius Kircher. Consta de doce a quince cuerdas que suenan con el paso de las corrientes de aire sobre una caja de resonancia rectangular, larga y angosta sobre la cual se extienden doce cuerdas para guitarra (cuatro de la nota sol, cuatro de la nota si y cuatro de la nota mi). Se fijan a clavos sin cabeza en un extremo y a pasadores de afinamiento en el otro; se sitúa en una ventana para que al fluir una corriente de aire fuerte sobre las cuerdas produzca un sonido etéreo que varía sus tonos musicales de forma aleatoria con la intensidad del viento. La leyenda dice que el rey David situaba su arpa a la cabecera de su lecho a medianoche para obtener este resultado y dormirse más plácidamente. 
Otra leyenda, relativa a san Dunstán de Canterbury, afirma que hacía sonar su lira sola dentro de su celda, con gran escándalo de los demás monjes, que sospechaban obra de la magia. A mitad del siglo XVI, Giovan Battista Della Porta, en su Magia naturalis, contemplaba la posibilidad de que los tradicionales instrumentos de cuerda, por ejemplo arpas o liras, pudieran «vento pulsentur» (ser pulsados por el viento), con motivo por ejemplo de una «vasta procella» o gran tempestad, de lo cual nacería un «suavissimum concentum». La noticia de Della Porta, aunque muy vaga y fundamentalmente inexacta, inspiró al padre Athanasius Kircher, el doctísimo jesuita alemán, curioso por toda materia e infatigable proyectista de los más extraños artilugios, el diseño de la lira o arpa eolia en su Musurgia Universalis de 1650. En la quinta parte de su noveno libro, se ocupa de una «macchina armonica automatica» capaz de producir sonidos armoniosos por el único medio del viento y los aires, «nullo rotarum, follium, vel Cylindri phonotactici ministerio». Kircher mismo considera muy simple su construcción, e ilustra las características del instrumento con un dibujo: se trata de una caja «ex ligno pinus resonantissimo», del estilo de aquellos con los que se suelen fabricar los instrumentos de cuerda, con cinco palmos de largo, dos de ancho y uno de alto; sobre la caja hay quince cuerdas tensas de igual extensión; uno de los lados de la caja, sobre la cual hay algunos agujeros en forma de roseta, presenta un soporte que permite tensar el arpa. Kircher no se arroga el mérito de la invención y se limita a decir no saber si el fenómeno acústico de sus sones producidos por el viento ha sido ya observado por alguno, aunque es cierto que no ha sido proyectado ni fabricado e «in meo Musaeo summa audientium admiratione percipitur»; describe también la maravilla de los que escuchan: «Silet instrumentum quamdiu fenestra fuerit clausa, mox vero ac ea aperta fuerit, ecce harmoniosus quidam sonus de repente exortus omnes veluti attonitos reddit; dum scire nequeunt, unde sonus proveniat, vel quodnam instrumentum sit, neque enim fidicinorum, neque pneumaticorum instrumentorum, sed medium quemdam et prorsus peregrinum sonum refert».
Las arpas eólicas fueron muy populares durante el Romanticismo y se instalaron en casas y también en espacios exteriores, como parques y jardines. Destacaron los constructores alemanes W. P. Melhop, Koch, F.T. Kaufmann, y C.W. Esslinger. En el Reino Unido fueron importantes, ya en la segunda mitad del siglo XIX, las arpas fabricadas por Burkardt&Doebler y por Metzler.
En la actualidad, siguen siendo construidas. Algunas están hechas ahora en la forma de esculturas sonoras monumentales de metal ubicadas en el tejado de una construcción o en una cima ventilada.

## Descripción
La arpa eólica tradicional es esencialmente una caja de madera que incluye una caja de resonancia, con cuerdas tensadas a lo largo entre dos puentes. Está colocada en una ventana ligeramente abierta donde el viento pueda soplar por las cuerdas para producir sonidos. Las cuerdas pueden ser de diferentes materiales (y grosores), y todas pueden estar afinadas en la misma nota o en notas distintas.

## Sonido
El sonido es aleatorio, dependiendo de la fuerza del viento que pasa sobre las cuerdas, y puede variar entre un murmullo difícilmente audible hasta un fuerte sonido. Si las cuerdas están afinadas en notas diferentes, a veces se oye una nota y a veces se oyen acordes.

## Las arpas eólicas en el arte

### Literatura
Las arpas eólicas aparecen en varios poemas del Romanticismo. Samuel Taylor Coleridge escribió The Aeolian Harp y Dejection, an Ode y Eduard Mörike incluyó uno en su obra Gedichtsammlung (1838) que tuvo gran fortuna en música, ya que crearon canciones sobre él (entre otros)  Johannes Brahms, Emil Kauffmann y Hugo Wolf en el siglo XIX y Theo Flury en el XX.
El instrumento es también mencionado en la Dedicatoria que abre la primera parte del Fausto (1808) de Goethe.
Un cuento sobre un arpa eólica hecha de postes y de cables eléctricos cierra el libro Penas precoces (incluido en Circo familiar, ed. El acantilado, 2007) de Danilo Kiš: en ella un niño escucha un sonido que llega desde las profundidades de los tiempos y de la historia, como desde cuásares, desde estrellas lejanas.
También es utilizada por Robert Louis Stevenson como elemento generador de suspenso en su cuento "La playa de Falesá" (1892).
"El arpa eólica": título del cuento steampunk de Oscar Esquivias (ed. Fábulas de Albión, 2012), sobre Héctor Berlioz.

### Música
Debido a la delicada pulsación de las teclas del piano para crear matices, a su cadencia y a su forma, el Estudio n.º 1, Op. 25 de Fredéric Chopin es comúnmente llamado "Arpa Eólica". Johannes Brahms y Hugo Wolf, entre otros, compusieron canciones (en alemán, lied) con un arpa eólica como protagonista sobre un poema de Mörike.
También el cuarto movimiento de la obra Lélio de Berlioz (Op. 14b), que pretende ser una continuación de su conocida sinfonía fantástica, se titula "La Harpe éolienne".
Aeolian Harp (1923) de Henry Cowell fue una de las primeras obras para piano que hizo uso de técnicas extendidas como puntear y barrer con la mano, directamente en las cuerdas del instrumento. Otras obras de Cowell que usan esta técnica son: The Sword of Oblivion (1920-1922), The Banshee (1925), Duett to St. Cecilia (1925), The Sleep Music of Dagna (1926), The Fairy Bells (1928), The Leprechaun (1928), The Fairy Answer (1929), y Irish Epic Set (1946).
En 1972, Chuck Hancock y Harry Bee grabaron un arpa eólica según se informó construida por los miembros de una comuna de la cima de una colina en California. United lanzó su LP doble titulado The Wind Harp - Song From The Hill. Haciéndole honor a esto, en 2003 un arpa eólica fue construida en Burning Man. El artista, compositor y escultor sonoro australiano Alan Lamb creó y grabó varias largas escalas de arpas eólicas.
Bonobo usa un harpa eólica en su álbum Black Sands.